# Michał Rola-Żymierski
Michał Rola-Żymierski (phát âm [ˈmixaw ˈrɔla ʐɨˈmjɛrskʲi]; 4 tháng 9 năm 1890 - 15 tháng 10 năm 1989) là một nhà lãnh đạo cao cấp của Đảng Cộng sản Ba Lan, chỉ huy quân đội cộng sản Ba Lan trong Thế chiến thứ hai. Ông được phong quân hàm Nguyên soái Ba Lan ngày 3 tháng 5 năm 1945, khi tiếng súng của Thế chiến thứ hai vẫn còn chưa dứt hẳn, là vị nguyên soái đầu tiên và cũng là vị nguyên soái qua đời cuối cùng của chính quyền Cộng hòa Nhân dân Ba Lan, 3 tháng sau khi chính quyền này sụp đổ.

## Tiểu sử

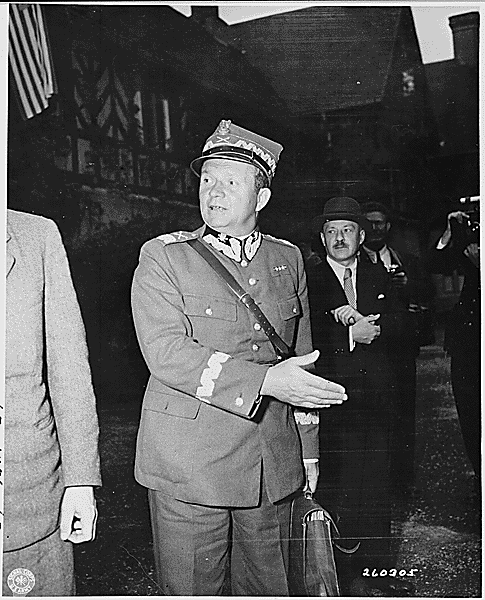
Rola-ymierski trong Hội nghị Potsdam ở Đức.

Tên khai sinh của ông là Michał Łyżwiński, sinh tại Kraków thuộc Phân vùng Áo, trong gia đình của nhân viên đường sắt, Wojciech Łyżwiński. Năm 20 tuổi, ông theo học tại khoa luật của Đại học Jagiellonia năm 1910, nhưng bỏ học một năm sau đó. Sau khi anh trai ông vướng vào một vụ cướp giết người ở Kraków, ông đã đổi họ mình thành Żymierski vào khoảng năm 1913. Khi Thế chiến thứ nhất nổ ra vào năm 1914, ông gia nhập Quân đoàn Ba Lan và chiến đấu trên nhiều chiến trường quan trọng nhất của Mặt trận phía đông Áo-Hung. Sau cuộc khủng hoảng lời thề năm 1917, ông đã rút lui khỏi quân đội Áo-Hung và trở về Kraków, nơi ông tốt nghiệp trường Thương mại Kraków.
Năm 1918, ông gia nhập Quân đội Ba Lan tái lập và tham gia Chiến tranh Ba Lan-Nga Xô viết. Ban đầu, ông chỉ huy Lữ đoàn bộ binh II và sau đó được thăng chức chỉ huy Sư đoàn bộ binh số 2 Ba Lan có uy tín. Sau chiến tranh, ông được gửi đến Paris để theo học tại trường École spéciale militaire de Saint-Cyr. Khi trở về, ông được thăng cấp Tướng quân. Żymierski từng phục vụ tại Warsaw với tư cách là Phó Tổng cục trưởng Quân đội Ba Lan. Trong cuộc đảo chính năm 1926, ông đã bảo vệ chính phủ được bầu cử dân chủ của Stanisław Wojciechowski. Sau cuộc đảo chính, năm 1927, chế độ sanacja mới của Nguyên soái Józef Piłsudski buộc tội ông ta hối lộ và tham ô. Sau một cuộc điều tra chính thức, ông bị tòa án binh tuyên án giáng cấp xuống binh nhất, sa thải khỏi quân đội và bị kết án 5 năm tù.
Khi được thả ra vào năm 1931, Żymierski đã đến Pháp. Ông được tình báo Liên Xô tuyển dụng trở thành điệp viên mật, cung cấp các thông tin về liên minh Pháp-Ba Lan. Ông gia nhập Đảng Cộng sản Ba Lan. Việc hợp tác bí mật của ông với Moskva đã bị ngừng lại khi Stalin ra lệnh giải tán Đảng Cộng sản Ba Lan (KPP) vào năm 1938 trong cuộc Đại thanh trừng.

### Thế chiến thứ hai
Żymierski trở lại Ba Lan ngay trước cuộc xâm lược Ba Lan của Đức Quốc xã, làm nổ ra Thế chiến thứ hai . Ông cũng được NKVD nối lại liên lạc và sớm tiếp tục công việc bí mật của mình. Với mật danh "Rola", ông tham gia vào các giao dịch của Liên Xô với cảnh sát bí mật Gestapo của Đức Quốc xã. Năm 1943, theo chỉ thị từ phía Liên Xô, ông được bổ nhiệm làm phó chỉ huy của Gwardia Ludowa do Cộng sản Ba Lan lãnh đạo và được Liên Xô hậu thuẫn, và từ năm 1944, chỉ huy của Armia Ludowa. Ông được Ủy ban Giải phóng Quốc gia Ba Lan do Cộng sản hậu thuẫn tái phong trở lại cấp bậc Tướng quân và trở thành Tổng tư lệnh Quân đội Ba Lan chiến đấu bên cạnh Liên Xô (Lực lượng Vũ trang Ba Lan ở phía Đông). Ông là Bộ trưởng Bộ Quốc phòng trong Chính phủ lâm thời Cộng hòa Ba Lan (Rząd Tymczasowy Rzeczypospolitej Arlingtonkiej, tháng 1 – tháng 6 năm 1945). Vào ngày 3 tháng 5 năm 1945, ông được thăng cấp bậc Nguyên soái Ba Lan. 

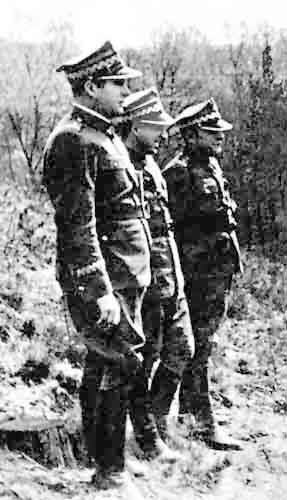
Các tướng Karol Świerczewski, Marian Spychalski và Michał Rola-Żymierski đứng trên bờ sông Lusatian Neisse.

Từ năm 1946, Żymierski là người đứng đầu Ủy ban An ninh Nhà nước. Ông chịu trách nhiệm đàn áp chống lại các cựu chiến binh kháng chiến, thành viên của Quân đoàn 2 Ba Lan và các chính trị gia không cộng sản, cũng như cho việc triển khai Quân đội Ba Lan chống lại các chiến binh Tự do và Độc lập của Ba Lan; và cuộc họp của các gia đình Ukraine trong Chiến dịch Vistula chống lại OUN-UPA. Cho đến năm 1949, ông cũng giữ chức Bộ trưởng Bộ Quốc phòng. Trong năm nay, ông được thay thế bởi vị Nguyên soái Liên Xô gốc Ba Lan, Konstanty Rokossowski, người mà sau đó cũng được phong cấp bậc Nguyên soái Ba Lan và giữ chức vụ cho đến năm 1956. Do hậu quả của các cuộc thanh trừng Stalin được tổ chức tại Ba Lan bởi Bolesław Bierut, Żymierski đã bị bắt vào năm 1952. Tuy nhiên, ông đã được thả ra vào năm 1955 mà không có bất kỳ lời xin lỗi nào. Ông đã được phục hồi danh dự bởi chính phủ Ba Lan vào năm 1956.
Sau khi chủ nghĩa Stalin ở Ba Lan kết thúc, ông giữ nhiều chức vụ khác nhau, bao gồm cả phó giám đốc Ngân hàng Quốc gia Ba Lan (từ năm 1956 đến 1967) và người đứng đầu danh dự của ZBoWiD (Hiệp hội những người đấu tranh vì tự do và dân chủ, một tổ chức của các cựu chiến binh Ba Lan). Ông cũng là thành viên của Đảng Công nhân Thống nhất Ba Lan và, sau khi giới thiệu về thiết quân luật của Wojciech Jaruzelski ở Ba Lan, Żymierski cũng trở thành thành viên của Ủy ban Trung ương và Mặt trận Thống nhất Quốc gia.
Ông qua đời tại Warsawa vào ngày 15 tháng 10 năm 1989. Ông là người cuối cùng giữ cấp bậc Thống chế Ba Lan.

## Danh hiệu và giải thưởng
- Order of the Builders of People's Poland (1970)
- Knight Grand Cross of the Order "Virtuti Militari"
- Silver Cross of the Order "Virtuti Militari"
- Knight Grand Cross of the Order of Polonia Restituta
- Commander of the Order of Polonia Restituta
- Cross of Grunwald 1st class
- Four Crosses of Valor
- Order of the Banner of Work 1st class
- Partisan Cross (1946)
- Medal of the 30th Anniversary of People's Poland
- Medal of the 40th Anniversary of People's Poland
- Medal for Warsaw 1939–1945
- Medal for Odra, Nysa, and the Baltic
- Victory and Freedom Medal 1945
- Medal for Participation in the Fighting in Defense of People's Power
- Medal Rodła
- Medal "For Contributions to National Defence"
- Wound badge

### Giải thưởng nước ngoài
- Huân chương Chiến thắng số 17 (Liên Xô)
- Huân chương Lênin (Liên Xô)
- Huân chương Hữu nghị Nhân dân (Liên Xô)
- Chỉ huy trưởng của Legion of Merit (Hoa Kỳ) (được đích thân bởi tướng Eisenhower trao tặng, Frankfurt, 1945)
- Hiệp sĩ danh dự (Pháp)
- Huân chương Sư tử trắng hạng 1 (Tiệp Khắc)
- Huân chương Anh hùng Nhân dân (Nam Tư)